# Iodure de cadmium
L'iodure de cadmium est un composé chimique inorganique de cadmium et d'iode, de formule  CdI2. Ce corps cristallin est connu pour sa structure cristalline, hexagonale, typique des composés de la forme MX2 avec de forts effets de polarisation, qui sert de référence à de nombreux autres composés.

## Propriétés physiques et chimiques
L'iodure de cadmium est un solide stable, blanc nacré ou blanc très brillant, souvent sous forme de plaquettes hexagonales, ce qui permet de le fendre facilement. Il est inaltérable à l'air, mais très soluble dans l'eau et l'alcool. 
La solubilité maximales dans 100 g d'eau s'élève à 86,2 g de CdI2 à 25 °C, et à 125 g à 100 °C. Les solubilités sont encore plus grandes dans les alcools C1 ou C2, soient pour le solvant éthanol à 20 °C 110,5 g et le solvant méthanol à 25 °C 206,7 g, pour 100 g de solvant.
Dans l'acétone à 25 °C, la valeur maximale de solubilité n'est que de 41 g pour 100 g de solvant.
Le iodure de cadmium est très peu soluble dans le solvant ammoniac. 
La liaison Cd-I est principalement ionique, mais avec un caractère covalent partiel.

## Synthèse ou préparation
L'iodure de cadmium peut être synthétisé à température assez élevée à partir du cadmium et de vapeur de diiode, 
Cd vapeur ou métal mou chauffé  + I2 gaz → CdI2
Il peut être préparé par l'action lente - ce qui se nommait "digestion chimique" - de l'iode liquide sur le métal solide, en présence de quantités très faibles d'eau, c'est-à-dire de traces d'eau apportés par humectation : 
Cd métal humecté d'eau + I2 liquide → CdI2
Il peut aussi être préparé par réaction de l'acide iodhydrique avec, au choix, le cadmium métal, son oxyde, son hydroxyde ou son carbonate. Le résultat est alors un iodure de cadmium hydraté qui peut être converti en iodure de cadmium anhydre par réaction avec le chlorure de thionyle

## Structure cristalline

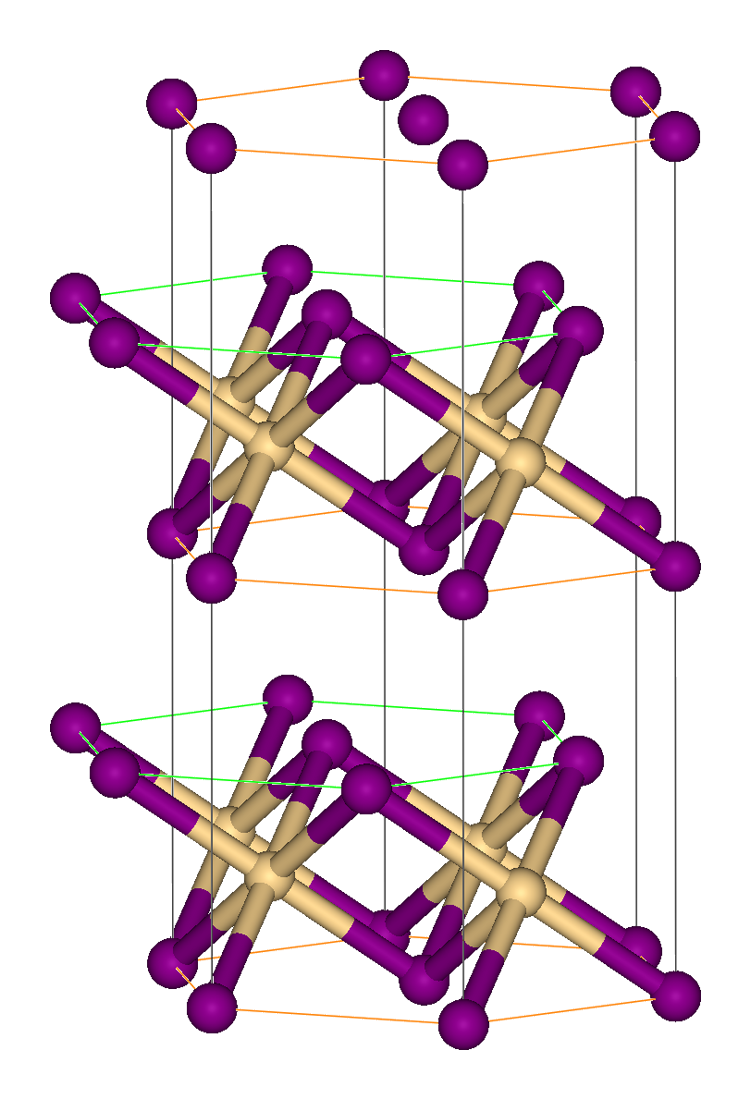
Les anions iodures de CdI_{2} forment un empilement hexagonal compact, et les cations cadmium occupent en couches alternées.

Dans l'iodure de cadmium, l'anion iodure forme une structure hexagonale compacte de groupe d'espace P63mc avec les paramètres a = 425 pm et c = 1367 pm, contenant deux molécules par maille élémentaire, les cations cadmium remplissant les sites octaédriques en couches alternées. Les ions cadmium sont donc au centre d'un octaèdre, entouré par six ions d'iodure . Chaque ion iodure est le sommet d'un pyramide trigonale dont la base est constitué de trois ions cadmium (coordination = 6:3). Les liaisons entre chaque couche d'iodure de cadmium individuelle sont faibles, résultant de forces de Van der Waals. 

### Sur les composés de même structure cristalline que CdI2
L'iodure de cadmium cristallise avec les mêmes caractéristiques de symétrie que les iodures avec cations modérément polarisants, les bromures et les chlorures avec cation fortement polarisants, les hydroxydes avec dications (M(OH)2) et les sulfures, séléniures et tellurures (chalcogénures) de tétracations (composés de formule MX2, où X = S, Se, Te).
- Iodures : MgI2, TiI2, VI2, MnI2, FeI2, CoI2, CaI2, PdI2, PbI2.

- Chlorures et bromures : TiCl2, VCl2 ; MgBr2, TiBr2, VBr2, MnBr2, FeBr2, CoBr2.

- Hydroxydes de M2+ : Mg(OH)2, Ni(OH)2, Ca(OH)2.

- Chalcogénures de M4+ : TiS2, ZrS2, SnS2, α-TaS2, PtS2 ; TiSe2, ZrSe2, SnSe2, PtSe2 ; SiTe2, TiTe2, CoTe2, NiTe2, PdTe2, PtTe2.

- Autres : AgF2, W2C.

## Iodure de cadmium en solution aqueuse
L'iodure de cadmium CdI2 donne en solution aqueuse une gamme de divers ions en fonction de la concentration, il s'agit principalement de Cd2+aqueux, CdI+, CdI2, CdI3−, CdI42−...
Le caractère covalent de l'iodure de cadmium le distingue par exemple du fluorure de cadmium ionique. Les halogénures de cadmium sont moins ionisables que les halogénures de zinc et offrent une plus grande facilité en solution pour la complexation.

## Utilisation
L'iodure de cadmium est utilisé comme réactif pour la détection d'alcaloïdes - il se combine avec les bases hétérocycliques - et de l'acide nitreux.
L'iodure de cadmium est utilisé en lithographie, galvanoplastie et électrogalvanisation au cadmium. Il est employé en photographie et photogravure, par exemple dans certains procédés photographiques dit à ferrotype. L'iodure de cadmium était employé autrefois en photographie pour sensibiliser le collodion.
Il est important dans la fabrication de matériaux phosphorescents et de couches luminescentes.
Il s'agit d'un nématocide, à l'instar de l'oxyde de cadmium. Il est également utilisé en médecine.